# Sondergerät 116
Le 30 mm Sondergerät 116", ou SG 116, est un canon sans recul faisant partie des Sondergerät (Littéralement "Dispositif spécial" en allemand, dans ce cas "Armement spécial") de la Luftwaffe. Ce canon était destiné à être monté sur le Focke-Wulf Fw 190. il aurait été pointés vers le haut pour tirer sur des bombardiers situés à la verticale de l'avion en vol. C'est un des dispositifs schräge musik développés en Allemagne et au Japon pour contrer les bombardiers alliés

## Développement
Le SG 116 est un développement du Sondergerät 113, qui avait un principe d'installation similaire mais qui étant pointé vers l'intrados de l'avion et non vers l'extrados car destiné à détruire des chars et non des avions. La raison pour laquelle les canons pointent vers le haut sur le SG 116 et non vers le bas est que les bombardiers ciblés était généralement équipé de plus de mitrailleuse et/ou de canon pouvant tirer au-dessus de l'appareil qu'en dessous. Par exemple lors des bombardements du territoire allemand en 1944 et 1945 effectué de jour, majoritairement réalisé par l'USAAF, les deux bombardiers principaux utilisés étaient le B-24 et B-17. Un B-17E avait typiquement 7 mitrailleuse Browning M2 pouvant tirer vers le haut contre seulement 5 pouvant tirer vers le bas, et un B-24D avait typiquement 8 Browning M2 pouvant tirer vers le haut et seulement 3 pouvant tirer vers le bas. Les affûts des canons était en fait des canons de MK 103. Jusqu'au 30 juin 1944 la désignation SG 113 est utilisé pour ce système d'armement, à partir de cette date la désignation. Les tests sont qualifiés de concluant par la section armement aérien de l'édition du 26 février au 3 avril 1945 du journal de guerre de l'OKL.

## Déploiement
Le SG 116 était en cours de déploiement sur des FW 190 selon l'édition du 26 février au 3 avril 1945 du journal de guerre de l'OKL, néanmoins une source secondaire annonce que l'arme n'est jamais entré en service car ayant des résultats peu concluant. Certaines sources secondaires font état de projets visant à d'équiper des He 177 et des FW 58 avec ce système d'armement.

## Système d'armement

### Fonctionnement
Tout comme le Sondergerät 113, le SG 116 tirait de manière automatisé, avec une mise à feu électronique. Contrairement au SG 113 la mise à feu n'est pas réalisé en observant les variations de champ magnétique sous l'avion mais à l'aide d'une photodiode observant les variations d'intensité au-dessus de l'appareil. Lorsque la mise à feu avait lieu, les trois canons tiraient. En effet les FW 190 étaient équipés de trois canons situés dans la cellule sur le bord gauche de l'appareil juste derrière le cockpit.

### Performance
- Calibre[5]: 30 mm
- Vitesse à la bouche[5]:

| Poids de la charge explosive    | Vitesse à la bouche          |
| ------------------------------- | ---------------------------- |
| 130 g de Nz.R.P.                | 840 m s−1                    |
| 135 g de Nz.R.P.                | entre 829 m s−1 et 840 m s−1 |
| 138 g de Nz.R.P.                | entre 840 m s−1 et 845 m s−1 |
| 140 g de Nz.R.P.                | entre 850 m s−1 et 870 m s−1 |
| 140 g de Np.R.P. et 4 g de S.P. | entre 936 m s−1 et 966 m s−1 |
| 142 g de Nz.R.P.                | 875 m s−1                    |

- Masse du projectile[5]: 315 g
- Pression maximale du gaz (pour 140 g de Np.R.P. et 4 g de S.P. de charge explosive)[5]: 2 979 kg cm−2
- Longueur du projectile[6]: 140 mm
- Masse de la cartouche[2]: 2,05 kg